# Can Vicenç
Can Vicenç és una casa al nucli empordanès de Llabià. S'hi observen finestres gòtiques a les façanes. Cal destacar també el ràfec el qual encara conserva les lloses de pedra amb les que van ser construït en l'època medieval. És un dels edificis que formem part del Carrer Major, de dues plantes i en forma de U, queda un pati al mig. Està construït amb pedra i morter de calc, mentre que la coberta és de teules.